# Técnicas de selección espermática
La selección espermática  hace referencia a los procedimientos que se pueden realizar para escoger el espermatozoide más adecuado para la realización de la microinyección espermática (ICSI o Intracitoplasmatic Sperm Inyection), fecundación in vitro (FIV), inseminación artificial (IA) y cualquier otra técnica de reproducción asistida, lo cual es determinante a la hora de conseguir un resultado positivo para los pacientes. Así, en el momento de fecundación del óvulo no se utiliza cualquier célula, sino que se selecciona y emplea el espermatozoide más apto y con mejores características.
Para realizar esta selección espermática, hablaremos de las técnicas tradicionales y de las técnicas recientes.

## Técnicas Tradicionales

### Autoselección
Ocurre en la inseminación artificial (IA),  inseminación intrauterina  (IUI) y en la fecundación in vitro (FIV). En el FIV convencional se coloca en una placa un óvulo en un medio de cultivo y se añaden los espermatozoides que van luchando entre ellos por fecundar el óvulo, es decir, la fecundación ocurre como lo haría de forma natural, pero en una placa.

### Selección subjetiva
Ocurre en la fecundación in vitro por ICSI, que consiste en la selección de un espermatozoide en concreto que será inyectado dentro del ovocito.
En caso de que haya una azoospermia, se recurre a la biopsia testicular, pero también se puede hacer una punción o aspiración para obtener los espermatozoides. Hay dos tipos:
En caso de azoospermia obstructiva  (se fabrican los espermatozoides pero no se secretan, quedándose en los testículos), se extraen los espermatozoides por varias técnicas:
-TESA (Testicular Sperm Aspiration): se extraen espermatozoides del tejido testicular mediante aspiración con una aguja fina.
-PESA (Percutaneous Epididymal Sperm Aspiration): se extraen espermatozoides del epidídimo mediante aspiración con una aguja fina.
-MESA (Microsurgical Epididymal Sperm Aspiration): se extraen espermatozoides del epidídimo realizando una incisión quirúrgica guiada por microscopio.
-TESE (Testicular Sperm Extraction): se extraen espermatozoides a partir de múltiples fragmentos del tejido testicular obtenidos mediante pequeñas incisiones quirúrgicas.
En la azoospermia secretora  el testículo no fabrica espermatozoides (hay alteraciones en la espermatogénesis), por lo que la alternativa es recurrir a la donación de esperma.

## Técnicas Recientes
En las técnicas de selección espermática se tiene en cuenta la morfología (IMSI), la motilidad (PICSI) y la apoptosis (MACS). Todas las técnicas finalmente derivan en un ICSI, solo son distintas aproximaciones para la selección del espermatozoide que se inyectará.

### IMSI (Intracytoplasmic Morphologically Selected Sperm Inyection)[9]
Consiste en una selección morfológica de los espermatozoides antes de ser introducidos en el óvulo, mediante el uso de un microscopio de mayor aumento y más potente de lo habitual, lo que permite visualizar los espermatozoides de mayor tamaño. En la práctica, esta técnica enlentece el proceso y se enfrían los espermatozoides, por lo que es una técnica en desuso debido a su poca eficacia.

### PICSI (Physiological Intracytoplasmic Sperm Injection)[10]
Consiste en poner ácido hialurónico en la placa con el fin de dificultar el avance de los espermatozoides y que solo resistan los mejores, favoreciendo la autoselección. También se trata de una técnica en desuso debido a su ineficacia.

### MACS (Magnetic Activated Cell Sorting)[11]
También llamadas columnas de anexina. Es una técnica que permite separar los espermatozoides sanos de los que van a morir próximamente por apoptosis, es decir, permite la detección precoz de espermatozoides que están iniciando el proceso de apoptosis, aunque aparentemente estén bien e incluso se muevan. Para ello, utilizan la anexina V, una proteína que reconoce la fosfatidilserina de los espermatozoides que van a entrar en apoptosis, ya que la fosfatidilserina es un fosfolípido que está en el interior de los espermatozoides sanos pero que se externaliza en las primeras etapas de apoptosis. Esta anexina V se une a microesferas magnéticas que permiten separar los espermatozoides que van a entrar en apoptosis gracias a un imán. Es una técnica muy eficaz.

### Fertile chip[12]
Los espermatozoides son sometidos a realizar un circuito con diferentes obstáculos, que hace que los espermatozoides que salen sean los más rápidos y mejores. Aunque es efectivo, se vio que el MACS es más efectivo que el FERTILE CHIP.